# لويس ر. لوري
لويس ر. لوري (بالإنجليزية: Louis R. Lowery)‏ هو مصور أمريكي، ولد في 24 يوليو 1916 في بيتسبرغ في الولايات المتحدة، وتوفي في 15 أبريل 1987 في فيرفاكس في الولايات المتحدة.